# L'Hospitalet de Llobregat
L'Hospitalet de Llobregat és una ciutat i municipi a la comarca del Barcelonès, al marge esquerre del riu Llobregat. Limita a l'oest amb els termes d'Esplugues de Llobregat, Cornellà de Llobregat i el Prat de Llobregat, i a l'est i sud amb el de Barcelona, amb el qual té una continuïtat de la trama urbana.
La seva població és de 291.488 persones i la seva densitat de població és de 21.189,51 hab./km² (2024) en 12,4 km² de superfície, la converteixen en la segona ciutat de Catalunya en quantitat de població i la més densament poblada de tot Espanya, de tots els Països Catalans i de tot Europa. El km² europeu més crític d'aquesta densitat de població és entre els barris de Collblanc i la Torrassa, en què s'assoleixen els 53.119 hab./km².

## Geologia

Medi físic de l'Hospitalet.
A: Argiles i llims, amb concrecions calcàries i còdols. Data del pliocè i el quaternari antic.
B: Sorres i llims d'origen al·luvial (delta del riu Llobregat). Data del quaternari.

L'Hospitalet està dividit geològicament en dues meitats. La meitat nord (A) forma part del samontà. Està formada per argiles, llims i concrecions calcàries i còdols, provinents de l'erosió del vessant sud de la serra de Collserola. Data del Pliocè i el Quaternari antic, i es caracteritza pels seus turons i torrents abarrancats. La meitat sud (B) forma part de la marina. Està formada per sorres i llims d'origen al·luvial que pertanyen al delta del Llobregat. Aquests sediments daten del quaternari. Originalment l'Hospitalet tenia una superfície de 22 km², però el 1920 va perdre 900 hectàrees de la zona de la marina que van ser annexionades a Barcelona i que actualment formen part de la Zona Franca.

## Geografia
- Llista de topònims de l'Hospitalet de Llobregat (Orografia: muntanyes, serres, collades, indrets; hidrografia: rius, fonts...; edificis: cases, masies, esglésies, etc.).

## Història

### Prehistòria
Les primeres restes materials de certa importància trobades a l'Hospitalet daten del segle iv aC i corresponen a la cultura ibèrica, encara que s'han trobat proves de presència humana durant el Paleolític i el Neolític a la vall del riu Llobregat. Entre les peces trobades hi ha una peça de ceràmica que data aproximadament de 3.000 anys aC. Trobar altres restes prehistòriques pot ser difícil a causa del procés de suburbialització del territori, que ha pogut destruir-les. En aquesta època la part del municipi anomenada la Marina encara era sota el mar.

### Època iberoromana
A l'Hospitalet s'han trobat nombroses restes de l'estada dels romans, a partir del segle ii aC, com el Cap de Medusa, una peça d'ús funerari, l'original de la qual es troba al Museu d'Arqueologia de Catalunya. Entre el 150 aC i el 75 aC es fa efectiva la presència romana, testimoniada en edificis com les sitges de la Torrassa o el darrere de l'edifici Vanguard i l'ermita de Santa Eulàlia de Provençana. D'aquesta època i fins al segle V s'han trobat restes de vaixells enfonsats a la zona de la marina.

### Edat mitjana

#### Segles X i XI
La primera referència documental és del 908. Pel que fa a l'origen del nom de Provençana hi ha dues teories: que faci referència al nom d'un antic propietari, Provius o Proventius, o a la situació jurídica de les terres en l'època romana, ager provintialis, que seria l'origen d'altres topònims, com Sant Martí de Provençals. El topònim, amb les formes lingüístiques del naixent català, va passar al territori sobre el qual tenia jurisdicció i després a la parròquia.
El document de 908 és un contracte de venda d'una casa, cort i dues mujades de terra que els esposos Bonemir i Ermessenda venien "in termini de vila Provençana" a Radulf, prevere, fill de Guifré el Pilós. Limita amb terres de Quimerà, Adrià, Maurecado i terra erma.
De l'any 986 es conserva un altre document d'una venda "in terminio de scta. eulalia provenciana" en una venda del comte Borrell a Aurucia Deo vota i es refereix al terme de "Torres" a Banyols, la zona de la marina deltaica.
En aquella època, el territori de Provençana era el doble de l'actual: al nord s'estenia fins a la serra de Collserola i els municipis d'Esplugues; a l'est, fins a Sarrià, Sants i el port, i a l'oest, fins al riu Llobregat. La població, als segles x i xi, vivia dispersa per la zona.
Passava pel territori una via comercial important: el camí ral que sortia de la de la porta sud de la muralla barcelonina, passava pel carrer de l'Hospital, arribava a la plaça Espanya i, per la carretera de la Bordeta, a Santa Eulàlia de Provençana, on se cita la vall de "Quart" (quart mil·liari o senyal que s'establia cada 1.480 metres) que creua amb el Torrent Gornal, arribant, per l'actual carrer Major, al centre actual de la ciutat o "Quinçà", on s'establirà la “Torre Blanca”, origen, més endavant, del nucli urbà de "la Pobla” (actual centre de la ciutat) i d'aquí a la vila de Cornellà de Llobregat i a Sant Boi de Llobregat.
Després del pas d'Al-Mansor el bisbe de Barcelona Vives (974-995) compra terrenys i cases a Terrers Blancs. En 986 compra a Sènior, femina, vídua de Levisind, cases, corts, horts, terres i vinyes a Terrers Blancs i a Bederrida (nom provençal de les Corts) heretats del seu marit, del seu fill i dels seus nets, un ampli terreny comprès entre el puig d'Ossa, on hi va haver una ermita consagrada a Sant Pere Màrtir (Collserola), actualment desapareguda, la vall del Quart (Torrent Gornal) i el rierol que baixa de Pedralbes, origen del terme parroquial que s'establirà el 989 gràcies a noves compres i permutes.

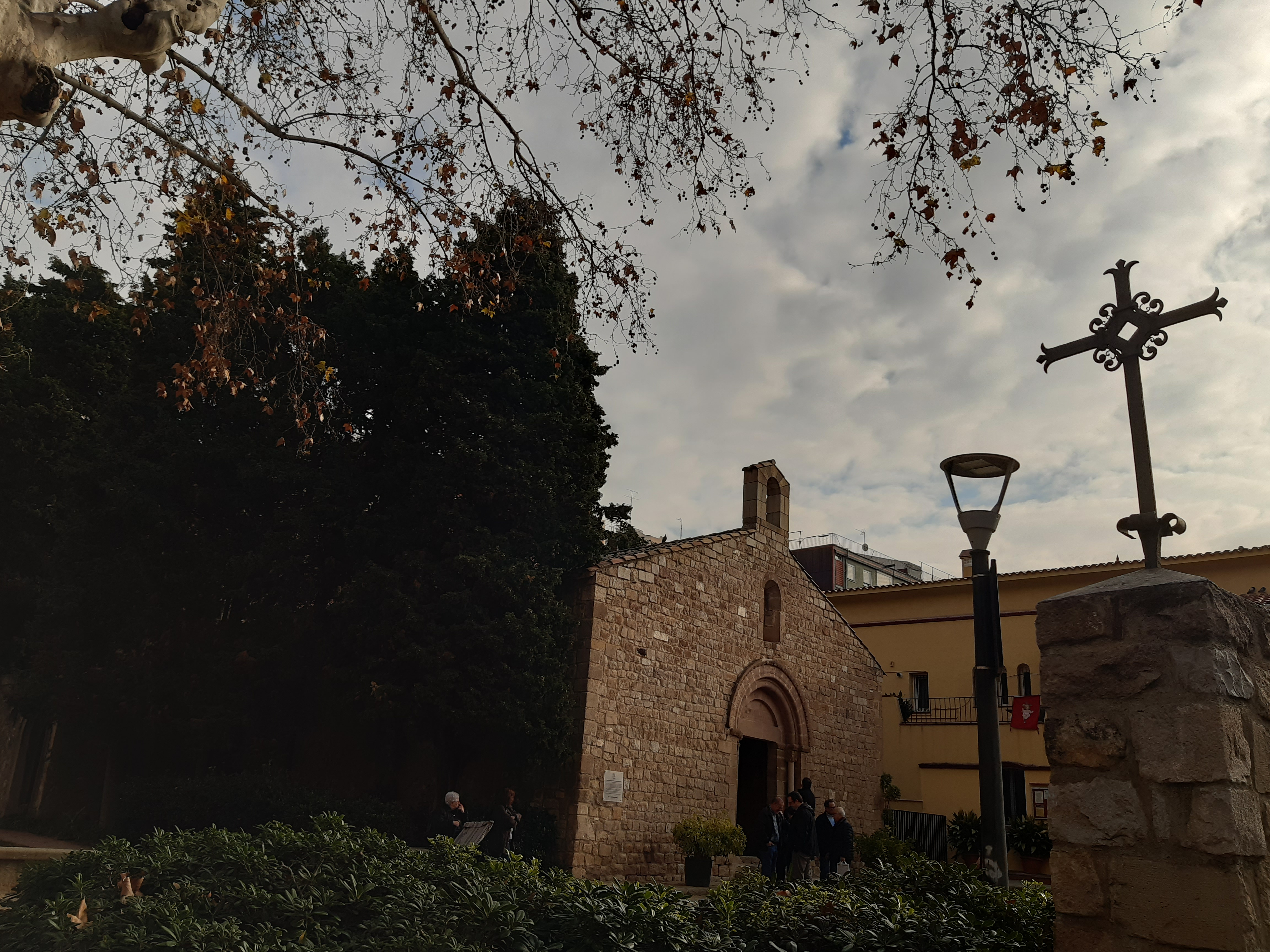

Des de la zona deltaica de Sant Boi sortia el "camí de Llanera" que travessava Banyols cap a "Enforcats" (encreuament de camins entre Sants, Montjuïc i Provençana). A Banyols es poden distingir dues zones, una de més propera a Sant Boi (l'actual Prat de Llobregat) i una altra de més propera a Montjuïc (l'actual Marina de l'Hospitalet i la Zona Franca), àrea que ens pertoca de Banyols.
El camí ral separa la marina del samontà i sembla assenyalar la pràctica de les “terciones” visigòtiques: la família comtal, amb els monestirs, té amplis terrenys a Banyols, mentre que el bisbat hauria mantingut la “vila Provinciana” (entesa com a mansió) sobre una important via comercial, propera al primitiu port. La troballa casual d'un cap de medusa feta amb pedra de Montjuïc sota la rectoria annexa a Santa Eulàlia de Provençana indica que hi hauria hagut una necròpolis romana sobre la qual s'hauria alçat una església visigòtica amb la seva sagrera, com succeeix en altres llocs. Santa Eulàlia de Mèrida, a qui està consagrada la capella, era una figura martirial molt apreciada per hispans i provençals, coneguda des del segle iv, molt anterior a la Santa Eulàlia de Barcelona a qui està consagrada la catedral de Barcelona.
Banyols, al sud de Provençana, era una partida molt poblada i dinàmica durant els segles x i xi, amb prats per al bestiar i gran varietat d'arbres fruiters, mentre que als terrenys més al nord hi predomina la vinya. A l'entorn Provençana, en canvi, la seu (catedral i/o Bisbat de Barcelona) domina amb desídia, des de llavors i al llarg dels segles, entre absentismes de rector i revendes de càrrecs i propietats. L'historiador Philips Banks diu: "Al segle x, a la zona sud de Montjuïc (Banyols) existia un empori comercial i un dinamisme de difícil explicació, però que explica el limitat creixement del raval urbà de Barcino."
En 1057, sent comte de Barcelona Ramon Berenguer I, els esposos Gomar i Otula venen als esposos Borrell Guimerà i Orutia, per trenta unces d'or, el mas de Malvige amb les seves propietats, entre les quals, una església:
“1057, maig, 8. Venda del mas de Malvige amb totes les seves pertinences i termes, prats i pastures, cases, sòls i el que hi ha damunt d'ells, arbres de diverses classes i una església, exceptuant la franquesa del comte, feta per Gomar i Otula, sa muller a Borrell Guimerà i a la seva muller Orúcia. Està situat a la parròquia de Santa Eulàlia de Provençana, comtat de Barcelona, al lloc que anomenen mas de Malvige. Limita pel nord amb la via que ve de Lanera i va cap a Cudines, per l'est amb l'alou de Gombal Guiscafret, amb l'alou de Berenguer Bernat de Colomer (Columbario), amb l'alou de Sant Pere de Roda, amb l'alou d'Ermengol Geribert de Arigine i amb el rec[i], pel sud amb el rec de Bertulera i amb l'alou de Bernat Ramon, i per l'oest amb l'alou de Bonfill Oriz, amb l'alou de Pirofred de Roda Milà i amb l'alou de Sant Cugat. El preu de la venda és de 30 unces d'or cuit. El delme del mas el té la canònica de la Santa Creu i la primícia Santa Eulàlia de Provençana perquè es cantin misses. Per raó de la venda, el comte rep un mul”.
Suposem que és l'antiga capella de segle xi trobada a quatre metres de profunditat de l'actual ermita de Bellvitge durant les excavacions arqueològiques que va dur a terme el Museu d'Arqueologia de Catalunya, entre 1979 i 1981, sota la direcció d'Albert López Mullor, en què es van descobrir unes tombes del segle xii, de nens d'entre un i vuit anys i d'una dona d'uns trenta.
També és molt probable que el mansum fos el que és citat el 1001 o 1002 quan es revèn un prat de 995 amb les seves possessions i on trobem el nom d'una dona, Amalvígia, probable origen del nom de Bellvitge.
Un mas indica que la propietat era de certa importància i que quedava sota el domini d'un senyor que el podia sotmetre als "mals usos". Un mansum envoltat de propietaris senyorials: Bernat Ramon és un dives o personatge ric de la ciutat molt proper al bisbe Guislabert. Berenguer Bernat i la casa d'Orís formen part dels senescals del comte. A més de Sant Cugat, veiem el poderós monestir benedictí de Sant Pere de Rodes.
L'Església no reconeix la capella com a tal, sinó que la sotmet i la converteix en un feu, un lloc on el comte (amb la franquícia que es reserva) i el bisbe tindrien dret d'allotjament amb les seves cavalcadures. Una sagrera on ja es guardava el gra, es protegia als animals, s'aprofitava una aigua canalitzada i s'enterrava els morts, activitats comunitàries que passen al domini dels nous potentats amb uns guanys que revertiran en una església, la de Provençana, que encara està per fer, o refer, i en la nova catedral de Barcelona, amb les obres a punt d'acabar.
Entre les signatures, les de Mir Geribert i la seva dona Guisla de Besora, el que significa que la venda del mansum es relaciona amb els assumptes que van succeir en aquells dies. L'1 de juliol de 1058 Mir Geribert, amb la seva dona i els seus fills, Bernat i Gombau, lliura als comtes el castell del Port, tot íntegre, situat entre Enforcats a l'est, la via que va a Santa Eulàlia de Provençana al nord, el litoral marí al sud i el riu Llobregat a l'oest (és a dir, Banyols), reconeixent una "culpam maximan quan contra vós comisimus" i els jura fidelitat en presència del seu cosí, el bisbe Guislabert.
La nova església parroquial serà consagrada al 1101 i queda sota la canònica amb les seves possessions: quatre cases de clergues, terres, vinyes, arbres, delmes i primícies. L'absentisme de rector i l'arrendament de càrrecs continuarà i aquest serà el principal motiu perquè al segle xv s'erigeixi una nova església parroquial a "la Pobla" (Quinçà), prop de la Torre Blanca.

#### Segles XII - XV
Els orígens de l'Hospitalet actual es troben al segle xii al voltant de l'església de Santa Eulàlia de Provençana (barri de Santa Eulàlia) i de l'Hospital de la Torre Blanca (barri del Centre). Durant l'últim quart del segle es funda l'hospital, probablement per l'orde religiós militar de Sant Joan de Jerusalem o dels hospitalers, que serveix com a centre d'atracció de població. Es tractava d'un hospital de pobres; és a dir, un alberg on es practicava la beneficència.
Se sap que l'església, que encara es conserva amb modificacions, es va consagrar l'any 1101. El fracàs de l'església de Santa Eulàlia es va certificar l'any 1449, quan es va traslladar la parròquia a l'església que hi havia al costat de l'hospital (actual barri del Centre). El topònim Provençana va deixar de designar tot el terme, substituït pel de l'Hospitalet.

Als segles xii i xiii s'aniran aglutinant cases a l'entorn de la finca i hospital de la Torre Blanca. L'orde de Sant Joan de Jerusalem estableix el 1242 Ramon Guerau a la Torre Blanca; la família Guerau serà propietària de la finca durant més d'un segle.
El 1375 el donat de l'ermita de Santa Maria de Bellvitge demana una concessió reial per construir un nou hospital que farà més les funcions d'alberg.
L'any 1401 hi ha la primera referència a Spitalet.
Durant el tercer quart del segle xiv es produeix un descens a causa de diverses epidèmies i de conflictes bèl·lics.

### Edat Moderna

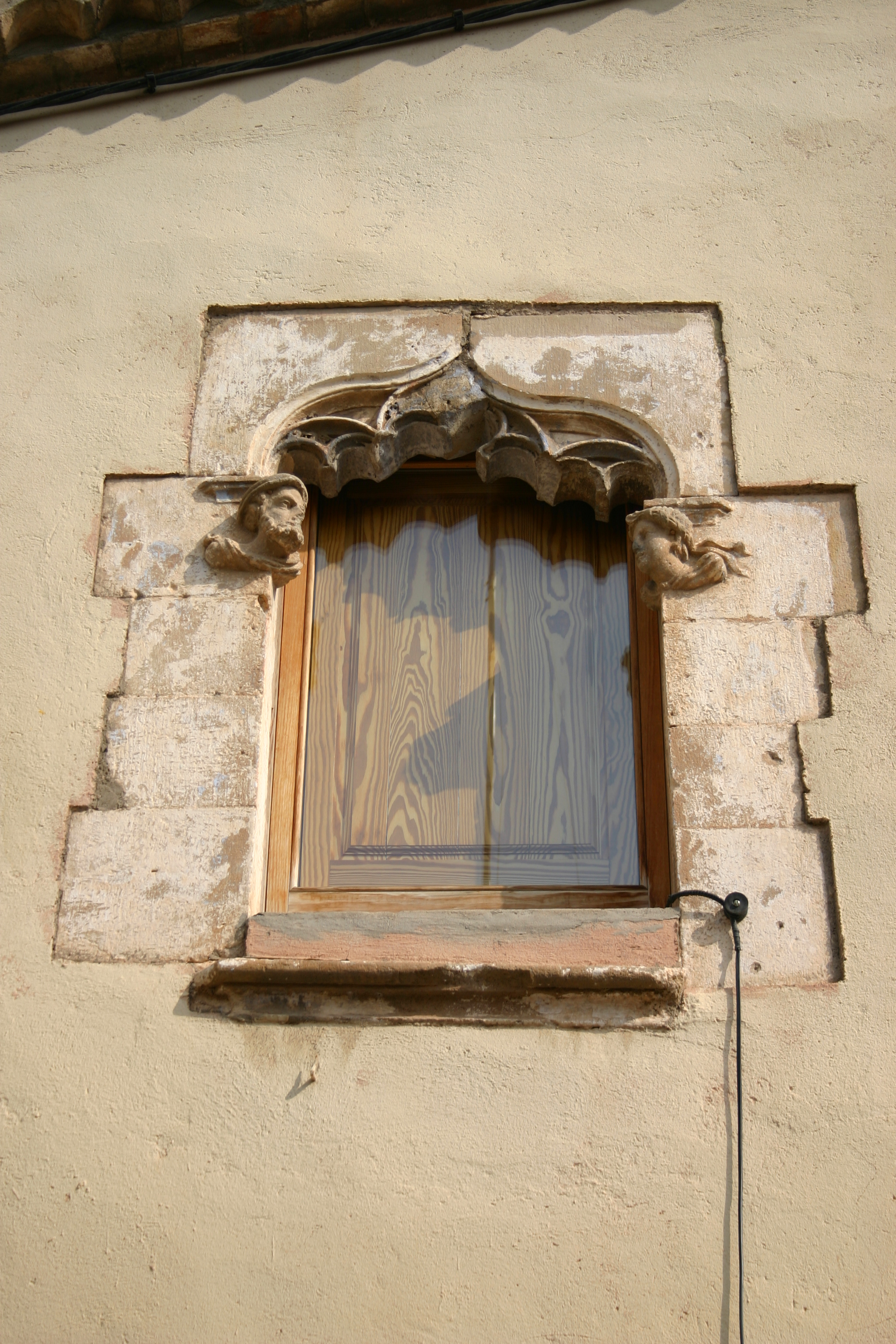
Finestral gòtic d'un edifici del Carrer Xipreret

La població es manté estable durant el segle xvi. A aquesta època es perfila el carrer del Xipreret, un dels punts de la ciutat on s'han conservat més edificis històrics.
Durant els segles XVI i XVIII es produeix un important episodi immigratori de persones procedents d'Occitània. Al final del segle s'arriba a la xifra de 500 habitants.
Cap a l'any 1787 s'especula que hi havia 1.633 habitants. Aquest augment reflecteix l'augment de l'esperança de vida que passa dels 30-31 anys del segle xiv als 40 del segle xviii.
L'Hospitalet era una vila tradicionalment agrícola i produïa per a l'autoconsum i el mercat barceloní. A la fi del segle xviii s'instal·laren alguns prats d'indianes a l'actual Santa Eulàlia. Aquestes instal·lacions eren dependències de les manufactures de Barcelona, camps on s'estenien les peces de cotó (les indianes) al sol per blanquejar-les.

### SegleXIX
L'expansió del segle xviii es va frenar durant la Guerra del Francès (1808-1814), quan l'Hospitalet va estar en diferents etapes en la línia del front. L'exèrcit napoleònic era a Barcelona i l'exèrcit espanyol, més aviat partides de guerrillers sota el comandament d'en Josep Manso, era l'altra banda del Llobregat. La població va caure a uns 900 habitants entre el 1815 i el 1820.
La situació va canviar el 1819 quan es va inaugurar el Canal de la Infanta. L'any 1828 la població era de 2.242 habitants i al llarg del segle va créixer de forma constant, fins a arribar als 4.948 el 1900. Vers la dècada del 1850 una xarxa de séquies ja permetia regar totes les terres de la Marina, cosa que va incrementar la productivitat de la terra i va permetre la introducció de nous conreus. En les dècades centrals del segle, el producte principal fou el blat de moro. Al Samontà, la vinya també va tenir una gran expansió fins a l'aparició de la fil·loxera.
El creixement demogràfic va provocar una expansió urbanística paral·lela. Per una banda, el nucli de antic de la població creixia amb més cases als vials tradicionals i amb la creació de nous carrers, com el de l'Església (1865), Perutxo (actual Roselles, 1878) i l'Eixample del Mercat.
Durant tot el segle xix, l'Hospitalet fou un poble principalment agrari, tot i que la industrialització anava creixent, atesa la proximitat a Barcelona. El tèxtil a Santa Eulàlia i els materials de construcció a Sant Josep foren els sectors fonamentals. L'any 1853 s'instal·là la primera màquina de vapor a La Aprestadora Española i l'any següent, el 1854, hi arribà el ferrocarril, quan s'inaugurà la línia entre Barcelona i Martorell.
Al llarg del segle, els diferents grups socials van protagonitzar les mobilitzacions i accions polítiques pròpies de l'època. Els grups benestants s'adherien als partits que tenien el poder (moderats/conservadors per una banda i progressistes/liberals per l'altra), mentre que les classes populars protagonitzaven mobilitzacions tals com revoltes, manifestacions o vagues i s'inclinaven per ideologies com l'anarquisme o el republicanisme.
Entre les dècades de 1830 i 1870, la pagesia més pobre, jornalers i petits arrendataris, van recórrer a la destrucció i crema de plantes, collites o pallers com a forma de protesta. Les primeres vagues es van produir en 1853, lligades al moviment obrer de Sants. En 1872, quatre associacions obreristes es van incorporar a l'anarcosindicalista AIT. Alhora, la població de l'Hospitalet es va sumar a les revoltes contra les quintes de 1845, 1870 i 1872.

### Segle XX
A començaments del segle xx, la ciutat experimenta un gran desenvolupament industrial i un espectacular creixement demogràfic. L'any 1900 la població era d'uns 5.000 habitants. Arran de la neutralitat d'Espanya durant la I Guerra Mundial, es va produir un gran creixement industrial i va generar una important immigració. De 1910 a 1930, la població va passar d'uns 7 mil a 38 mil habitants. La població immigrant, procedent d'Aragó, País Valencià i Múrcia, es va assentar sobretot a Collblanc-la Torrassa i Santa Eulàlia.
L'any 1920 Barcelona es va annexionar 900 hectàrees de la Marina, amb l'argument que servirien per construir-hi un port franc. La dinàmica política en les primeres dècades del segle venia marcada pel domini electoral de la Lligar Regionalista i els diversos partits republicans. La Dictadura de Primo de Rivera imposà, el 1923, Tomás Giménez com a alcalde, el qual va aconseguir que, el 15 de desembre de 1925, el rei Alfons XIII li atorgués el títol de ciutat.
Durant la II República, les forces republicanes i d'esquerres van guanyar totes les eleccions, mentre que l'anarquista CNT era l'organització social amb major implantació. Això va fer que l'Hospitalet fos un dels principals escenaris de la revolta anarquista de desembre de 1933.
Als anys 60 i 70, durant la dictadura franquista, l'Hospitalet incrementa enormement la seva població a causa de la immigració de persones provinents de la resta de regions d'Espanya, però aquest creixement no va anar acompanyat de l'aconduïment necessari, fet que va provocar la mobilització dels ciutadans. No va ser fins a la tornada de la democràcia que la ciutat va començar a canviar i va ser dotada d'escoles, poliesportius, mercats, centres culturals i parcs. Complerts aquests objectius, a la fi dels 90, l'Hospitalet inicia una segona transformació, una modernització amb la voluntat de ser un municipi de pes dintre de l'àrea metropolitana de Barcelona.
El pressupost de l'Ajuntament per al 2018 és de 250,4 milions d'euros. Per a l'any 2021, aquest pressupost és de 259,3 milions d'euros.

## Política i govern

### Composició de la corporació municipal
El Ple de l'Ajuntament està format per 27 regidors. En les eleccions municipals de 2019, el Partit dels Socialistes de Catalunya - Candidatura de Progrés (PSC - CP) obtingué 14 regidors, Esquerra Republicana de Catalunya - Acord Municipal (ERC - AM) n'obtingué 5, Ciutadans - Partit de la Ciutadania (Cs) 4, L'Hospitalet En Comú Podem - En Comú Guanyem (LHECP - ECG) 3 i el Partit Popular (PP) 1.
| Eleccions municipals de 26 de maig de 2019 - l'Hospitalet de Llobregat |                                                             |                                     |                                     |          |          |          |
| Candidatura | Candidatura                                                 | Candidatura                         | Cap de llista                       | Vots     | Vots     | Regidors |
| | Partit dels Socialistes de Catalunya-Candidatura de Progrés |                                     | Núria Marín Martínez                | 43.696   | 43,35%   | 14 (+3)  |
| | Esquerra Republicana de Catalunya-Acord Municipal           |                                     | Antoni Garcia i Acero               | 16.342   | 16,21%   | 5 (+3)   |
| | Ciutadans - Partit de la Ciutadania                         |                                     | Miguel García Valle                 | 11.899   | 11,80%   | 4 ()     |
| | L'Hospitalet En Comú Podem - En Comú Guanyem                |                                     | Ana M. González Montes              | 11.280   | 11,19%   | 3 ()     |
| | Partit Popular                                              |                                     | Sonia Esplugas González             | 5.199    | 5,16%    | 1 (-2)   |
| | Altres candidatures                                         |                                     |                                     | 11.947   | 11,85%   | 0 ( -4)  |
| | Vots en blanc                                               |                                     |                                     | 446      | 0,44%    |          |
| Total vots vàlids i regidors | Total vots vàlids i regidors                                | Total vots vàlids i regidors        | Total vots vàlids i regidors        | 100.809  | 100 %    | 27       |
| | Vots nuls                                                   | Vots nuls                           | Vots nuls                           | 393      | 0,39%    |          |
| Participació (vots vàlids més nuls) | Participació (vots vàlids més nuls)                         | Participació (vots vàlids més nuls) | Participació (vots vàlids més nuls) | 101.202  | 57,48%** |          |
| Abstenció | Abstenció                                                   | Abstenció                           | Abstenció                           | 74.852*  | 42,52%** |          |
| Total cens electoral | Total cens electoral                                        | Total cens electoral                | Total cens electoral                | 176.046* | 100 %**  |          |
| Alcaldessa: Núria Marín Martínez (PSC) (15/06/2019) Per majoria absoluta dels vots dels regidors (14 vots de PSC)                                                                 |                                                             |                                     |                                     |          |          |          |
| Fonts: Junta Electoral de la Zona de l'Hospitalet de Llobregat. Ministeri de l'Interior. Periòdic Ara. (* No són vots sinó electors. ** Percentatge respecte del cens electoral.) |                                                             |                                     |                                     |          |          |          |

### Alcaldes
Des de 2024 l'alcalde de l'Hospitalet és David Quirós Brito.
| Període                         | Alcalde o alcaldessa                                    | Partit polític  | Data de possessió     | Observacions         |
| ------------------------------- | ------------------------------------------------------- | --------------- | --------------------- | -------------------- |
| 1979–1983                       | Juan Ignacio Pujana Fernández                           | Logotip del PSC | 19/04/1979            | --                   |
| 1983–1987                       | Juan Ignacio Pujana Fernández                           | Logotip del PSC | 23/05/1983            | --                   |
| 1987–1991                       | Juan Ignacio Pujana Fernández                           | Logotip del PSC | 30/06/1987            | --                   |
| 1991–1995                       | Juan Ignacio Pujana Fernández Celestino Corbacho Chaves | Logotip del PSC | 16/06/1991 14/05/1994 | Dimissió/renúncia -- |
| 1995–1999                       | Celestino Corbacho Chaves                               | Logotip del PSC | 17/06/1995            | --                   |
| 1999–2003                       | Celestino Corbacho Chaves                               | Logotip del PSC | 03/07/1999            | --                   |
| 2003–2007                       | Celestino Corbacho Chaves                               | Logotip del PSC | 14/06/2003            | --                   |
| 2007–2011                       | Celestino Corbacho Chaves Núria Marín Martínez          | Logotip del PSC | 16/06/2007 19/04/2008 | Dimissió/renúncia -- |
| 2011–2015                       | Núria Marín Martínez                                    | Logotip del PSC | 11/06/2011            | --                   |
| 2015–2019                       | Núria Marín Martínez                                    | Logotip del PSC | 13/06/2015            | --                   |
| 2019-2023                       | Núria Marín Martínez                                    | Logotip del PSC | 15/06/2019            | --                   |
| Des de 2023                     | Núria Marín Martínez David Quirós Brito                 | Logotip del PSC | 17/06/2023 15/06/2024 | Dimissió/renúncia -- |
| Fonts: Generalitat de Catalunya |                                                         |                 |                       |                      |

## Districtes i Barris
La divisió administrativa vigent de l'Hospitalet aprovada pel Ple municipal de l'Ajuntament el 20 de desembre de 2013 configura l'Hospitalet amb 13 barris agrupats en 6 districtes.
La distribució dins del territori queda de la següent manera:
Vegeu els articles dels barris a la categoria Barris de l'Hospitalet de Llobregat.
| Barris de l'Hospitalet de Llobregat | Barris de l'Hospitalet de Llobregat | Barris de l'Hospitalet de Llobregat | Barris de l'Hospitalet de Llobregat |
| ----------------------------------- | ----------------------------------- | ----------------------------------- | ----------------------------------- |
|                                     | Barri                               | Extensió km²                        | Altitud                             |
| Districte I                         |                                     | 2,95                                |                                     |
|                                     | Centre                              | 1,87                                | 8–20 metres                         |
|                                     | Sanfeliu                            | 0,51                                | 20–90 metres                        |
|                                     | Sant Josep                          | 0,57                                | 8–20 metres                         |
| Districte II                        |                                     | 0,95                                |                                     |
|                                     | la Torrassa                         | 0,44                                | 20–90 metres                        |
|                                     | Collblanc                           | 0,51                                | 20–90 metres                        |
| Districte III                       |                                     | 3,66                                |                                     |
|                                     | Santa Eulàlia                       | 1,63                                | 8–20 metres                         |
|                                     | Granvia Sud                         | 2,03                                | 4–8 metres                          |
| Districte IV                        |                                     | 0,80                                |                                     |
|                                     | la Florida                          | 0,38                                | 20–90 metres                        |
|                                     | les Planes                          | 0,42                                | 20–90 metres                        |
| Districte V                         |                                     | 0,91                                |                                     |
|                                     | Can Serra                           | 0,29                                | 20–90 metres                        |
|                                     | Pubilla Cases                       | 0,62                                | 20–90 metres                        |
| Districte VI                        |                                     | 3,22                                |                                     |
|                                     | el Gornal                           | 0,42                                | 4–8 metres                          |
|                                     | Bellvitge                           | 2,80                                | 4–8 metres                          |

### Barri la Bomba
El barri de la Bomba va sorgir l'any 1929 i va desaparèixer l'any 1976. El seu inici es degué als treballs de construcció per a l'Exposició Universal de Barcelona. Aquesta necessitat de treballadors va causar l'assentament de molts joves en una zona del cantó mar de la Gran Via. Va ser una barriada d'autoconstruccions ubicada al sud de la Gran Via, que posteriorment es va urbanitzar i s'hi va crear un gran centre comercial i el carrer de la Física. Així es va formar un barri fora de la reglamentació urbanística sense oposició de les autoritats. Aquest barri va créixer amb l'assentament de famílies que procedien de diverses zones de l'Estat fins que amb la construcció del barri del Gornal, anys 1975 i 1976, va acabar desapareixent. Les barraques s'aixecaven amb fustes i cartons en molts casos en una nit, amb l'ajuda d'altres veïns. L'aigua sanitària se subministrava mitjançant una bomba que, amb el temps, va ser substituïda per fonts públiques. El nom del barri té aquest origen.
A la Bomba va sorgir la vida associativa arran de la relació amb les associacions veïnals de Can Tunis i de Bellvitge. L'any 1968 es va enregistrar la Cooperativa de Viviendas Obreras del Barrio de La Bomba. Es va bastir un camp de futbol i l'any 1960 es fundà un club, la UD La Bomba, que va convertir-se l'any 2003 en la UD Hospitalet Atlètic.
Càritas Diocesana hi va enviar una assistenta social i el bisbat hi va enviar un capellà que varen ajudar en les mobilitzacions, demandes i talls de la Gran Via que feien els veïns reivindicant habitatges dignes. L'any 1958 l'arquebisbe Dr. Modrego ja havia inaugurat una capella provisional construïda pels veïns. Per anar a l'escola, nens i nenes havien de travessar la Gran Via, com havien de fer els adults per abastir-se de queviures. Aquests desplaçaments eren perillosos sobre manera pel trànsit de vehicles automòbils que circulaven a gran velocitat i provocaven accidents de conseqüències mortals.
Altres barris de barraques enclavats a la mateixa zona varen rebre els noms de Can Pi, La Cadena, La Sangonera.

## Cultura

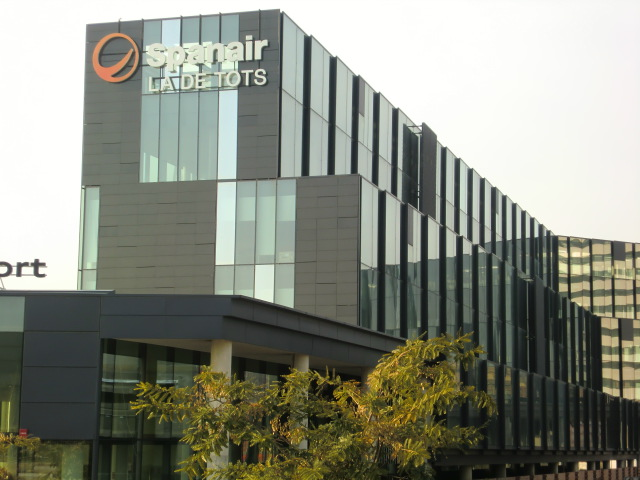
Antiga seu de Spanair al districte Granvia L'H a l'Hospitalet de Llobregat.

### Biblioteques
Els 8 equipaments bibliotecaris de l'Hospitalet de Llobregat són:
- Biblioteca Central Tecla Sala (Districte I - barri de Sant Josep)
- Biblioteca Bellvitge (Districte VI)
- Biblioteca Can Sumarro (Districte I - barri del Centre)
- Biblioteca Josep Janés (Districte II)
- Biblioteca la Bòbila (Districte V)
- Biblioteca la Florida (Districte IV)
- Biblioteca Plaça d'Europa (Districte VI - Gran Via - Pl. d'Europa)
- Biblioteca Santa Eulàlia (Districte III)

### Arts plàstiques
L'Hospitalet és una ciutat amb una llarga tradició en les arts plàstiques. L'antiga associació Amics de la Música va crear les bases per a la formació d'una col·lecció d'art que actualment gestiona el Museu de l'Hospitalet com a part del seu fons patrimonial i artístic. El Museu organitza exposicions d'aquests fons i també dona cabuda a altres programacions artístiques. Els anys vuitanta funcionava el Centre d'Art Alexandre Cirici, un equipament municipal que amb el seu nom feia un reconeixement al crític d'art català Alexandre Cirici Pellicer i des d'on es van impulsar iniciatives com L'Hospitalet Art i propostes amb artistes locals.
L'any 1982 l'Ajuntament comprà l'edifici de l'antiga fàbrica tèxtil Tecla Sala per convertir-lo en equipament cultural. El Centre Cultural Tecla Sala acull dins l'antiga fàbrica el Centre d'Art Tecla Sala, la Biblioteca Tecla Sala, la Fundació Arranz-Bravo, el TPK, art i pensament contemporani i el Centre d'Estudis de l'Hospitalet.
El Centre d'Art Tecla Sala és un equipament municipal que forma part de la Xarxa de Centres d'Arts Visuals de Catalunya, de la Generalitat de Catalunya, juntament amb el Bòlit, centre d'art contemporani de Girona; l'ACVic, centre d'arts contemporànies; el Centre d'Art la Panera de Lleida; Can Xalant, centre de creació i pensament contemporani de Mataró; el Centre d'Art de Tarragona; el Centre d'Art d'Amposta, el Canòdrom i el Centre d'Art Contemporani de Barcelona Fabra i Coats.
La Fundació Arranz-Bravo és un espai d'art contemporani inaugurat l'any 2009, que té el doble objectiu de difondre l'art del pintor Eduard Arranz Bravo (Barcelona, 1941) i promocionar la jove creació contemporània.
El TPK, art i pensament contemporani és una associació creada l'any 1977 que no ha deixat mai de funcionar a la ciutat. Acull artistes en residència i organitza un programa formatiu dirigit tant a infants com a artistes joves. També organitza exposicions. És membre fundador de la xarxa europea d'espais de creació KaNibaL'HoPoX.
Al barri de Santa Eulàlia hi ha l'edifici Freixas. La fàbrica es va construir als anys 60 i recentment s'ha reconvertit per acollir artistes de diverses disciplines: disseny, escultura, ceràmica o fotografia, i també s'hi desenvolupen altres oficis més industrials com la restauració.
La xarxa de centres culturals municipals ubicats en diferents barris de la ciutat completen l'oferta artística, és el cas del Centre Cultural la Bòbila i el Centre Cultural Sant Josep, que ofereixen habitualment una destacada programació artística.
Col·lectius joves de la ciutat participen en la convocatòria anual Art en femení.

### Festes de Primavera

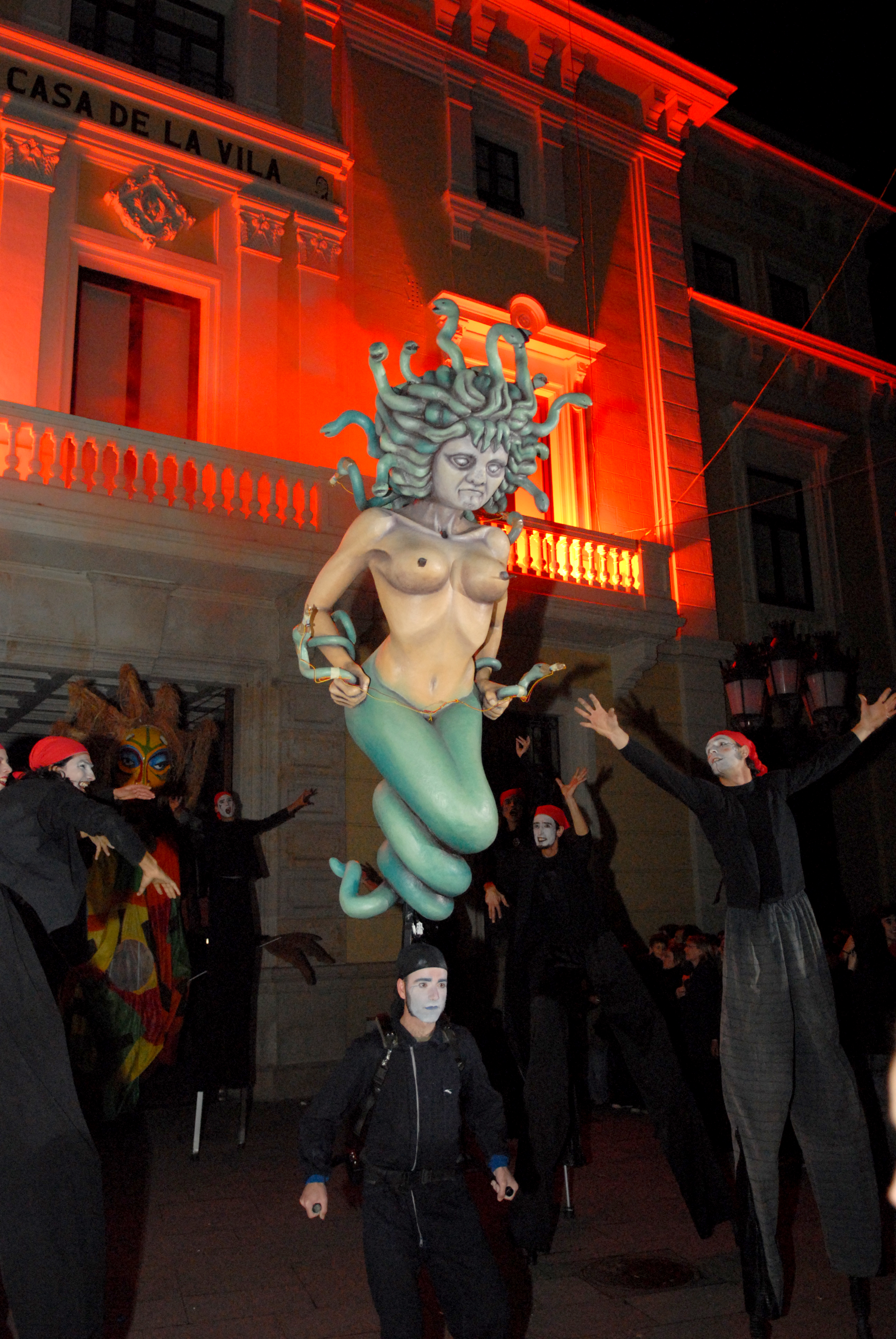
La Medusa

Les Festes de Primavera se celebren a l'Hospitalet des de l'any 1980 al voltant de la diada de Sant Jordi i segueixen el patró habitual d'una gran festa major de ciutat: centralització, ocupació del carrer, protagonisme de la cultura tradicional catalana i grans activitats culturals i manifestacions socioculturals.
Les primeres edicions de les Festes de Primavera incorporaven grans concerts a l'aire lliure, la Fira de Sant Jordi, activitats de cultura tradicional i popular, el concurs de cocteleria i la desfilada de vestits de paper.
Quan apareixen les primeres entitats de foc, s'organitza el Fabulari, concentració de bestiari i elements de foc.A poc a poc el pes de les activitats que organitzen aquestes entitats pren més protagonisme, correfoc, correfoc infantil, la nit del foc, etc.
Les Festes de Primavera ofereixen una programació variada i hi participen la majoria de col·lectius de la ciutat. S'han convertit en la Festa Major de la ciutat, per davant de la resta de festes majors dels barris.

### Processons laiques
La Confraria 15+1, fundada l'any 1978, organitza processons laiques que en els darrers anys s'han convertit en un dels actes més populars i multitudinaris de la Setmana Santa a Catalunya.

## Patrimoni
El patrimoni de l'Hospitalet és abundant encara que desigualment repartit. Als barris antics existeixen molts elements patrimonials, però als barris més nous el patrimoni és més escàs.
Alguns dels elements patrimonials més importants són:
- Carrer del Xipreret (barri del Centre)[45]
- Centre Cultural Tecla Sala (antiga fàbrica, al barri de Sant Josep)[46]
- Refugi antiaeri de Santa Eulàlia[47]
- Font del Repartidor[48]
- Plaça d'Europa[48]
- Can Trabal
- Fira de Barcelona
- Pont d'en Jordà
- El castell de Bellvís[49]
- Can Sumarro
- La Zona Franca
- El Far del Llobregat[50]
- El Carrilet
- El Centre Catòlic
- Fàbrica La Farga
- Ermita de Bellvitge
- Fàbrica Tecla Sala
- Fàbrica Cosme Toda
- Fàbrica Godó i Trias
- Centre d'Estudis l'Hospitalet[51]
- Retaule de Sant Roc
- Centre de Normalització Lingüística de l'Hospitalet[52]
- Etc.

## Esports
L'esport a l'Hospitalet ha estat present des de finals del segle xix en diverses modalitats. El club de futbol més important de la ciutat és el Centre d'Esports l'Hospitalet, que juga a la Tercera Divisió, Grup V i va ser fundat el 1957. La resta de clubs són l'Hospitalet Atlètic, el Pubilla Casas, la Florida, la Unificación Bellvitge, el Santa Eulàlia, el Can Buxeres, el Gornal, l'Hospitalense, el Milan l'Hospitalet i el Bolívia, a banda dels filials de la Unificación Bellvitge, l'Hospitalet Atlètic, l'Hospitalense, el Pubilla Casas i el Gornal.
Entre l'any 1979 i el 1983, l'escriptor Paco Candel va ser regidor de Cultura i Esports a l'Ajuntament d'aquesta ciutat.
L'Hospitalet també té clubs de bàsquet. El més important, el CB l'Hospitalet, milita actualment a la Lliga LEB Plata, corresponent a la 3a Divisió estatal. Va ser fundat a l'any 1929.
En rugbi, destaca el Rugby Club l'Hospitalet fundat el 1973 al barri de Bellvitge. Entre l'any 2002 i el 2004 l'equip sènior masculí milità en la Divisió d'Honor B i el femení en Divisió d'Honor, competint amb el nom d'INEF / l'Hospitalet.
També és molt important l'Hospitalet Atletisme, equip d'atletisme d'àmbit europeu conegut abans com a Integra 2 o Hospitalet Atletisme. En futbol americà destaca l'Hospitalet Pioners i en beisbol l'Hèrcules l'Hospitalet. En triatló, el Triatló l'Hospitalet és present en nombroses competicions nacionals.
En waterpolo dos equips juguen a categories estatals. El Club Natació l'Hospitalet ho fa a la Primera Divisió masculina després d'haver jugat a Divisió d'Honor la temporada 2006/2007, i l'AE Santa Eulàlia ho fa a la Segona Divisió Masculina. D'aquesta manera, la ciutat de l'Hospitalet és una de les dues ciutats catalanes (juntament amb Barcelona) que tenen dos equips en alguna de les tres categories del waterpolo estatal. En waterpolo femení, tots dos clubs competeixen a la Segona Divisió.

### Centre d'Esports l'Hospitalet

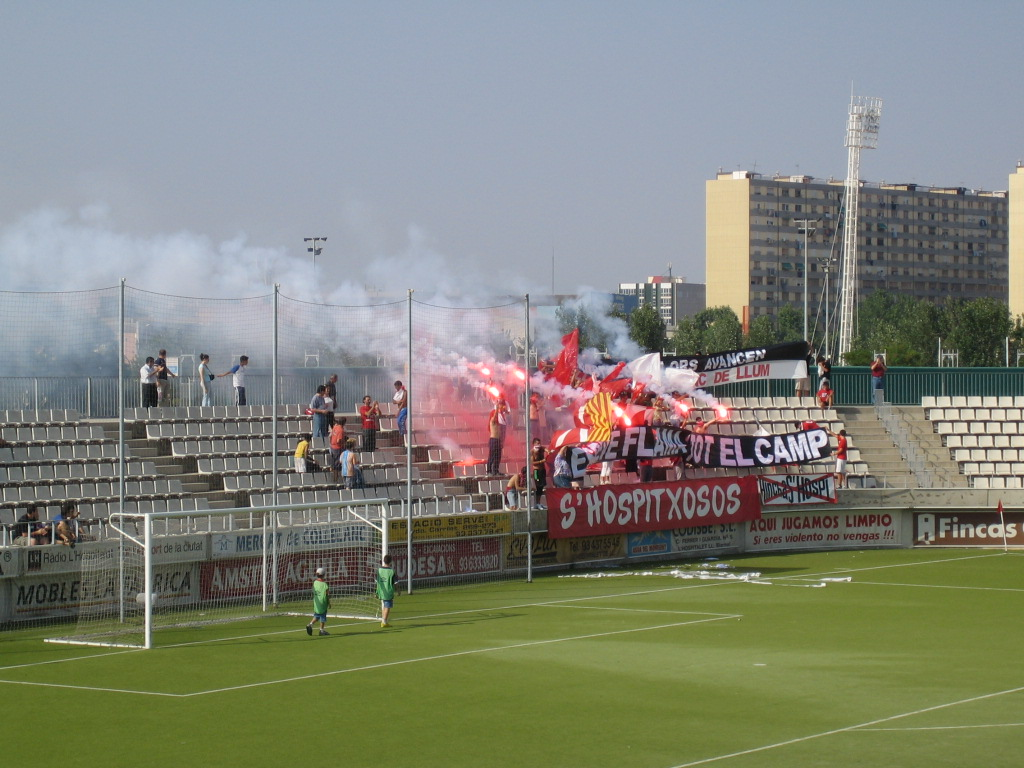
Estadi de la Feixa Llarga

Aquest club sorgí, amb el nom en castellà, de la unió de l'Hèrcules i el Santa Eulàlia l'any 1957 i competia a la Tercera Divisió, grup VI. El seu primer terreny de joc fou el de Torre Melina, que ja havia estat ampliat prèviament i es va creure, així, que seria el més apropiat per a la nova entitat.
Malgrat tot, les clàusules de la fusió que dona com a resultat el nou equip mantenien la necessitat d'un nou camp de futbol, promesa municipal que fou complerta just a l'any. L'actual camp d'esports municipal fou inaugurat el 1958, en un partit amb el FC Barcelona.
La temporada següent, i gràcies als bons oficis del nou entrenador Zvonimir Monsider, els bons resultats no es varen fer esperar; ja que va estar a punt de la promoció.
El 1960 van ser campions de grup. Però l'època daurada del club no arribarà fins al 1963, quan després d'una promoció d'infart s'aconsegueix entrar a la 2a Divisió. Nous entrenadors i quasi nou equip i un total de tres temporades per endavant de permanència a Segona.
La crisi de joc, resultats, i de tota l'entitat arribarà a partir de 1967. A 3a Divisió i a Regional, entre aquests dos escenaris esportius es mantindrà el nostre equip un bon grapat d'anys, fins que el 1982 tornaven a 2a. Aquí es mantindrà, amb alts i baixos, fins que el 1985 es guanya el trofeu Nostra Catalunya; els anys vuitanta la història de l'Hospi remunta i fa molt bones temporades, i dona fins i tot algun jugador, com Jaime Quesada, que fitxarà per equips de 1a Divisió.
L'any 1999 el Centre d'Esports l'Hospitalet es traslladarà a l'estadi de beisbol, dels Jocs Olímpics del 92, que després de ser remodelat es convertí en l'Estadi Municipal del CE l'Hospitalet. En les últimes temporades ha estat en diverses ocasions a punt d'ascendir a 2a Divisió A.

## Hospitalencs il·lustres[calcitació]
- Montserrat Cerdanya (1537-1582)

- Josep Molines i Casadevall (1645-1718), religiós[55]
- Antoni Puig i Gairalt (1887-1935), arquitecte i músic[56]
- Ramon Puig i Gairalt (1886-1937), arquitecte[56]
- Quico Sabaté, anarquista i lluitador antifranquista[57]
- Ramon Frontera i Bosch, alcalde (1934 i 1936) i polític
- Just Oliveras i Prats, alcalde (1916, 1918-1923 i 1930) i empresari[58]
- Eugènia Casanovas i Amat (1853-1944), fundadora i presidenta de l'Assemblea local de la Creu Roja a l'Hospitalet[59]
- Josep Janés i Olivé (1913-1959), poeta i editor[60]
- Justa Goicoechea i Mayayo (1896-1973), primera dona regidora de l'Ajuntament de l'Hospitalet[61]
- Lola Peñalver Valenzuela (1915-1986), sindicalista i lluitadora feminista i veïnal[62]
- Montserrat Isern Rabascall (1900-1986), galerista d'art[63]
- Antoni Castejón i Barrios (1947-1988), meteoròleg
- Pura Fernández García (1921-1997), sindicalista i lluitadora veïnal
- Josep Fèlix-Pons i Alonso (1932-2013), periodista esportiu
- Gustau Biosca i Pagès (1928-2014), futbolista
- Tatiana Sisquella i Cañabate (1978-2014), periodista
- Ton Ribas i Sala (1933-2017), activista polític i lluitador antifranquista
- Jaume Botey i Vallés (1940-2018), activista, polític i professor universitari
- Ferran Adrià (1962), cuiner de fama internacional
- Laurent Jiménez-Balaguer (1928-2015), pintor de fama internacional
- Antoni Ros-Marbà (1937), director d'orquestra
- Montserrat García Rius (1951-2025), escultora
- Anna Caballé Masforroll (1954), doctora en literatura espanyola
- Antonio Chavarrías (1956), director de cine
- Montserrat Cabré i Pairet (1962), historiadora
- Marc Recha i Batallé (1970), guionista i director de cinema
- Joan Saura (1950), polític
- Anna Simó i Castelló (1968), política
- Meritxell Borràs i Solé (1964), política
- Núria Espert (1935), actriu
- Amparo Moreno (1949), actriu
- Jordi Mollà i Perales (1968), actor, guionista, productor i director de cinema
- Carles Sastre i Benlliure (1955), sindicalista i lluitador antifranquista
- Jose Corbacho (1965), actor i director
- Albert Lopo (1980), exjugador de l'Espanyol i el Deportivo de la Corunya.
- Sergio Gonzàlez (1976), exjugador de futbol i entrenador (des d'estiu de 2014 a l'Espanyol de Barcelona)
- Dani Flaco (1977), cantant
- Jordi Alba (1989), jugador del Futbol Club Barcelona
- Pilar Massana i Llorens (1951), treballadora social, escriptora i política catalana
- Antonio Orozco (1972), cantant
- Lucas Mondelo (1967), entrenador de bàsquet
- Ferran Soriano i Rivero (1944), escultor[64]

## Demografia
| 1497 | 1515 | 1553 | 1787  | 1887  | 1900  | 1920   | 1950   | 1970    | 2010    | 2024    |
| 90   | 50   | 77   | 1.361 | 4.295 | 4.948 | 12.360 | 71.580 | 241.978 | 258.642 | 279.993 |